# 鶴見市場駅
鶴見市場駅（つるみいちばえき）は、神奈川県横浜市鶴見区市場大和町にある、京浜急行電鉄（京急）本線の駅である。駅番号はKK28。

## 歴史
- 1905年（明治38年）12月24日 - 市場駅として開業[1]。
- 1915年（大正4年） - 八丁畷駅の開業に伴い廃止[1]。
- 1916年（大正5年） - 地元の要請で、旧来より230m神奈川寄りの位置に再開業[1]。
- 1927年（昭和2年）4月 - 鶴見市場駅に改称[1]。
- 1944年（昭和19年）12月26日 - 灯火管制下で上り列車と後続列車が衝突。死者53人、重軽傷者46人[2]。
- 1968年（昭和43年）6月15日 - 平日朝ラッシュ時に限り、上り急行の臨時停車開始。
- 1983年（昭和58年）4月 - 橋上駅舎となる。同時にホーム有効長を8両編成対応に延長。
- 1999年（平成11年）7月31日 - ダイヤ改正による京急蒲田以南の急行廃止に伴い、急行の臨時停車がなくなる[3]。

## 駅構造

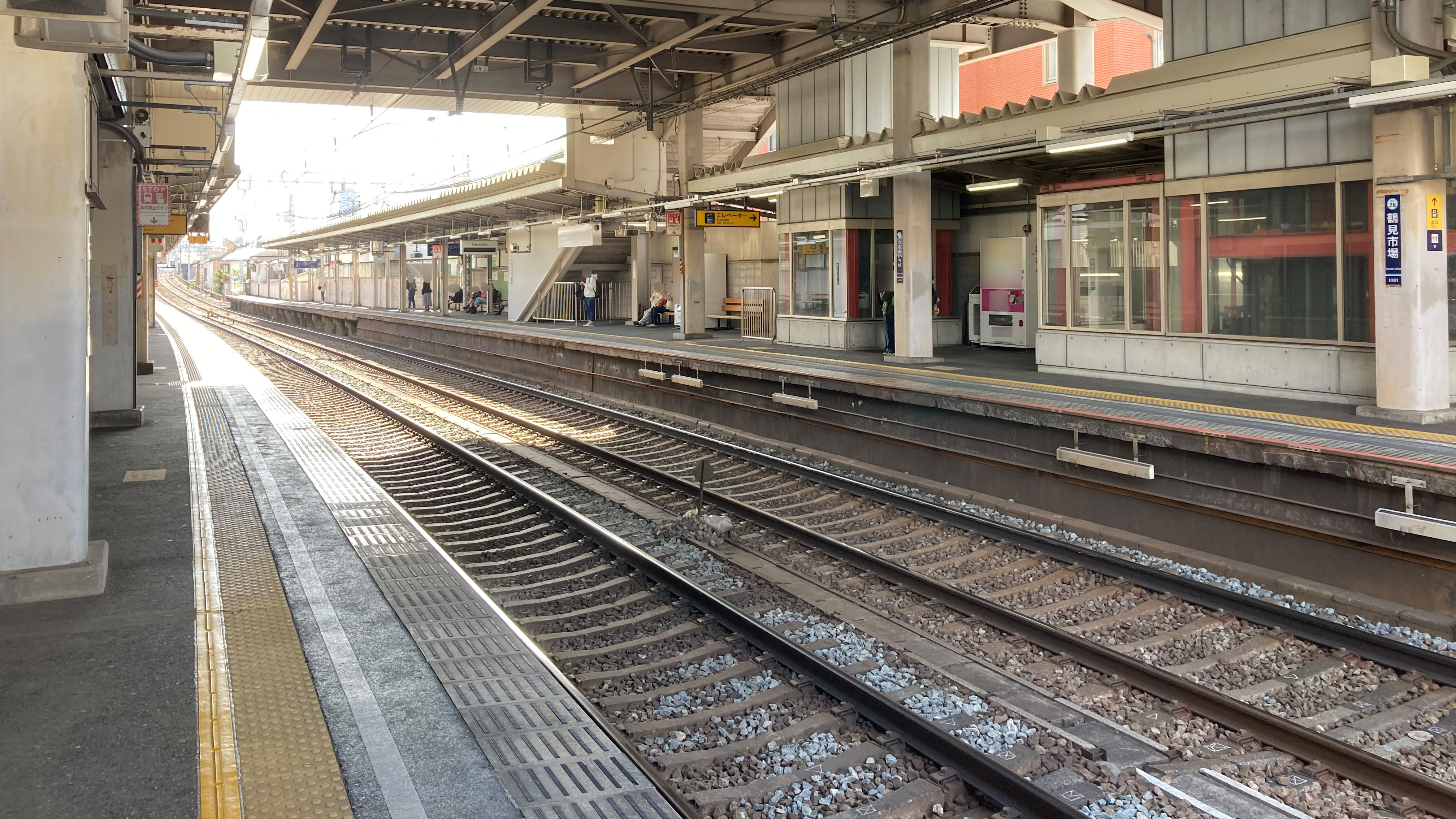
ホーム（2022年3月6日）

相対式ホーム2面2線を有する地上駅（橋上駅舎）。急行の臨時停車駅だったこともあり、ホーム有効長は8両編成分である。改札階と各ホームを連絡するエレベーターが設置されている。

### のりば
| 番線 | 路線 | 方向 | 行先                    |
| ---- | ---- | ---- | ----------------------- |
| 1    | 本線 | 下り | 横浜・三浦海岸方面      |
| 2    | 本線 | 上り | 羽田空港方面 / 品川方面 |

## 利用状況
横浜市統計書によると2023年度の1日平均乗降人員は19,249人（乗車人員：9,741人、降車人員：9,508人）である。
京浜急行電鉄によると、2024年度の1日平均乗降人員は20,431人であり、京急線全72駅中33位。
近年の1日平均乗降人員と乗車人員の推移は下表の通り。
| 年度               | 1日平均 乗降人員 | 1日平均 乗車人員 | 出典     |
| ------------------ | ---------------- | ---------------- | -------- |
| 1980年（昭和55年） |                  | 9,477            |          |
| 1981年（昭和56年） |                  | 9,381            |          |
| 1982年（昭和57年） |                  | 9,332            |          |
| 1983年（昭和58年） |                  | 9,503            |          |
| 1984年（昭和59年） |                  | 9,479            |          |
| 1985年（昭和60年） |                  | 9,225            |          |
| 1986年（昭和61年） |                  | 9,627            |          |
| 1987年（昭和62年） |                  | 10,115           |          |
| 1988年（昭和63年） |                  | 10,118           |          |
| 1989年（平成元年） |                  | 10,008           |          |
| 1990年（平成02年） |                  | 10,003           |          |
| 1991年（平成03年） |                  | 10,055           |          |
| 1992年（平成04年） |                  | 9,970            |          |
| 1993年（平成05年） |                  | 9,663            |          |
| 1994年（平成06年） |                  | 9,430            |          |
| 1995年（平成07年） |                  | 9,377            | [ * 1 ]  |
| 1996年（平成08年） |                  | 8,932            |          |
| 1997年（平成09年） |                  | 8,656            |          |
| 1998年（平成10年） |                  | 8,700            | [ * 2 ]  |
| 1999年（平成11年） |                  | 8,425            | [ * 3 ]  |
| 2000年（平成12年） | 17,672           | 8,632            | [ * 3 ]  |
| 2001年（平成13年） | 17,563           | 8,556            | [ * 4 ]  |
| 2002年（平成14年） | 17,547           | 8,553            | [ * 5 ]  |
| 2003年（平成15年） | 17,926           | 8,744            | [ * 6 ]  |
| 2004年（平成16年） | 17,906           | 8,744            | [ * 7 ]  |
| 2005年（平成17年） | 17,700           | 8,636            | [ * 8 ]  |
| 2006年（平成18年） | 18,167           | 8,869            | [ * 9 ]  |
| 2007年（平成19年） | 18,550           | 9,135            | [ * 10 ] |
| 2008年（平成20年） | 18,681           | 9,353            | [ * 11 ] |
| 2009年（平成21年） | 18,452           | 9,226            | [ * 12 ] |
| 2010年（平成22年） | 18,154           | 9,084            | [ * 13 ] |
| 2011年（平成23年） | 18,159           | 9,069            | [ * 14 ] |
| 2012年（平成24年） | 18,933           | 9,468            | [ * 15 ] |
| 2013年（平成25年） | 19,604           | 9,808            | [ * 16 ] |
| 2014年（平成26年） | 19,478           | 9,742            | [ * 17 ] |
| 2015年（平成27年） | 19,779           | 9,884            | [ * 18 ] |
| 2016年（平成28年） | 20,226           | 10,138           | [ * 19 ] |
| 2017年（平成29年） | 20,877           | 10,451           | [ * 20 ] |
| 2018年（平成30年） | 21,325           | 10,679           | [ * 21 ] |
| 2019年（令和元年） | 21,572           | 10,776           | [ * 22 ] |
| 2020年（令和02年） | 16,342           |                  |          |
| 2021年（令和03年） | 16,882           |                  |          |
| 2022年（令和04年） | 18,102           |                  |          |
| 2023年（令和05年） | 19,445           | 9,741            |          |
| 2024年（令和06年） | 20,431           |                  |          |

## 駅周辺
周辺は住宅地である。駅前から旧東海道沿いの熊野神社までを「市場銀座」と呼ぶが、かつてのような賑わいは見られない。近年では、新しい店舗などもでき復活の兆しがある。また、旧東海道には一里塚が残る。
箱根駅伝の鶴見中継所の最寄り駅（駅から徒歩2分）であり、中継所が設置される地点には記念碑が建てられている。駅伝開催日には大勢の観客で混雑することもある。
当駅から徒歩圏内には大規模分譲マンションが多い。マンション建設が進んだ1980年代以前は不二家の菓子工場、日野車体工業、第一京浜沿いには富士電機などの工場施設のほか、いわゆる町工場も多数存在していた。
なお、当駅周辺には大型スーパーは出店していない。
- 鶴見市場郵便局
- 国道15号（第一京浜）
- 旧東海道
- 鶴見川
- 市場小学校、市場中学校

### バス路線
以下の路線が横浜市営バスにより運行されている。
- 市場（国道15号・徒歩3分）
  - <16> 鶴見総合高校経由鶴見駅前行
  - <16> 鶴見橋経由鶴見駅前行 ※ 平日朝のみ
- 熊野神社前（いちば銀座側・徒歩3分）
  - <18> 矢向駅前行
  - <18> 鶴見駅前・生麦行

## 隣の駅
京浜急行電鉄
 本線
■快特・■特急・■急行
通過
■普通
八丁畷駅 (KK27) - 鶴見市場駅 (KK28) - 京急鶴見駅 (KK29)